# Барабаніада
«Барабаніада» — радянський короткометражний телефільм 1980 року, сюрреалістична комедія без слів, знята режисером Сергієм Овчарова за власним сценарієм.

## Сюжет
Провінційне російське містечко. Літнім днем з вантажівки, яка перевозить музичні інструменти, випадає великий барабан. Його знаходить на дорозі молодий чоловік в чорному костюмі та в окулярах. Раптово барабан починає котитися за чоловіком, переслідуючи його. Загнавши чоловіка в кут біля паркану, барабан стрибає і приклеюється ребром до його живота. Чоловік не знає, що робити, і намагається всіма способами позбутися від барабана, проте той прилип намертво. Закривши барабан светром, чоловік йде на прийом в жіночу консультацію, однак його виводять звідти під руки санітари. Тікаючи від них, він падає з обриву в річку, яка виносить його на острівець. Там барабан несподівано відвалюється. Чоловік б'є по ньому палицею, а потім, зацікавившись звуком, починає бити ще й ще вже двома паличками. На звук барабана з міста вибігають музиканти зі своїми інструментами. Вони приєднуються до чоловіка та утворюють оркестр, який з музикою йде містом на чолі з барабанщиком.

## У ролях
- Сергій Овчаров — Людина з барабаном
- Кіра Крейліс-Петрова — лікарка в жіночій консультації
- В. Антонов — епізод
- Т. Бучнєва — епізод
- А. Григор'єв — епізод
- М. Іванов — епізод
- П. Усенко — епізод

## Знімальна група
- Режисер — Сергій Овчаров
- Сценарист — Сергій Овчаров
- Оператор — Ростислав Давидов
- Композитор — Ігор Мацієвський
- Художник — Володимир Костін